# Miletus fictus
Miletus fictus är en fjärilsart som beskrevs av Corbet 1939. Miletus fictus ingår i släktet Miletus och familjen juvelvingar. Inga underarter finns listade i Catalogue of Life.